# Jefté Betancor
Jefté Betancor Sánchez (Las Palmas de Gran Canaria, 6 luglio 1993) è un calciatore spagnolo, attaccante dell'Albacete in prestito dall'Olympiacos.

## Carriera
Nato a Las Palmas nelle Isole Canarie, Betancor viene notato all'età di 17 anni dai dirigenti del Vecindario, venendo anche convocato dalla sezione di calcio delle Isole Canarie, in seguito ha giocato un torneo internazionale con la primavera del Real Madrid nell'aprile 2011. Nella stagione 2011-2012, il direttore sportivo dell'Hércules, Sergio Fernández, lo porta con sé nelle giovanili del club, e ha iniziato subito a giocare con le riserve nei campionati regionali.
Il 27 agosto 2011, l'allenatore Juan Carlos Mandiá lo fa esordire in prima squadra, giocando nei minuti di recupero nella vittoria casalinga per 2-0 contro l'FC Cartagena per il campionato di Segunda División. Dopo il suo svincolamento, ha giocato nei campionati minori fino al 2018, quando ha militato nell'Unión Viera in due occasioni diverse.
All'inizio del 2018, Betancor si è trasferito all'estero e ha firmato un contratto con la società dilettantistica austriaca del Stadl-Paura. Nella stagione successiva, si è accasato al Mattersburg, con il quale l'11 agosto esordisce nella massima serie austriaca nell'incontro perso per 2-4 contro l'Hartberg, dove realizza anche una rete; il 22 gennaio 2019, è stato girato in prestito al Vorwärts Steyr, fino al 30 giugno.
Il 26 giugno 2019, Betancor ha firmato un contratto con il Ried.
Rimasto svincolato, il 9 luglio 2021, si trasferisce al Farul Costanza.

## Statistiche

### Presenze e reti nei club
Statistiche aggiornate al 13 settembre 2021.
| Stagione        | Squadra         | Campionato      | Campionato | Campionato | Coppe nazionali | Coppe nazionali | Coppe nazionali | Coppe continentali | Coppe continentali | Coppe continentali | Altre coppe | Altre coppe | Altre coppe | Totale | Totale |
| Stagione        | Squadra         | Comp            | Pres       | Reti       | Comp            | Pres            | Reti            | Comp               | Pres               | Reti               | Comp        | Pres        | Reti        | Pres   | Reti   |
| --------------- | --------------- | --------------- | ---------- | ---------- | --------------- | --------------- | --------------- | ------------------ | ------------------ | ------------------ | ----------- | ----------- | ----------- | ------ | ------ |
| lug.-nov. 2011  | Hércules        | SD              | 2          | 0          | CR              | -               | -               |                    | -                  | -                  |             | -           | -           | 2      | 0      |
| 2012-2013       | Ontinyent       | SDB             | 6          | 0          |                 | -               | -               |                    | -                  | -                  |             | -           | -           | 6      | 0      |
| 2014-2015       | Eldense         | SDB             | 16         | 2          | CR              | 2               | 1               |                    | -                  | -                  |             | -           | -           | 18     | 3      |
| 2016-2017       | Arandina        | SDB             | 18         | 3          |                 | -               | -               |                    | -                  | -                  |             | -           | -           | 18     | 3      |
| gen.-giu. 2018  | Stadl-Paura     | RL              | 10         | 9          | CA              | -               | -               |                    | -                  | -                  |             | -           | -           | 10     | 9      |
| 2018-gen. 2019  | Mattersburg     | BL              | 6          | 1          | CA              | 1               | 0               |                    | -                  | -                  | -           | -           | -           | 7      | 1      |
| gen.-giu. 2019  | Vorwärts Steyr  | 2L              | 14         | 5          | CA              | -               | -               |                    | -                  | -                  |             | -           | -           | 14     | 5      |
| 2019-2020       | Ried            | 2L              | 28         | 14         | CA              | 2               | 2               |                    | -                  | -                  |             | -           | -           | 30     | 16     |
| 2020-2021       | Voluntari       | L1              | 29         | 8          | CR              | 0               | 0               |                    | -                  | -                  |             | -           | -           | 29     | 8      |
| 2021-2022       | Farul Costanza  | L1              | 8          | 7          | CR              | 0               | 0               |                    | -                  | -                  |             | -           | -           | 8      | 7      |
| Totale carriera | Totale carriera | Totale carriera | 137        | 49         |                 | 5               | 3               |                    | -                  | -                  |             | -           | -           | 142    | 52     |

## Palmarès

### Club

#### Competizioni nazionali
- 2. Liga: 1

Ried: 2019-2020

### Individuale
- Capocannoniere del campionato greco: 1

2024-2025 (14 reti)